# Racrange
Ne doit pas être confondu avec Ricrange.
Racrange est une commune française située dans le département de la Moselle et le bassin de vie de la Moselle-est, en région Grand Est.

## Géographie
La commune est située à une altitude de 255 mètres avec une superficie de 731 ha. La Rotte et la Petite Seille prennent leur source dans la commune.

### Communes limitrophes
|          | Vallerange |           |
| Morhange | Racrange   | Bermering |
|          | Conthil    | Rodalbe   |

### Hydrographie
La commune est située dans le bassin versant du Rhin au sein du bassin Rhin-Meuse. Elle est drainée par la Petite Seille, le ruisseau la Rotte, le ruisseau Harcheidraben et le ruisseau Ste-Anne.
La Petite Seille, d'une longueur totale de 25,5 km, prend sa source dans la commune  et se jette  dans la Seille à Salonnes, après avoir traversé 15 communes.
Le ruisseau la Rotte, d'une longueur totale de 23,4 km, prend sa source dans la commune de Morhange et se jette  dans la Nied à Vatimont, après avoir traversé 13 communes.

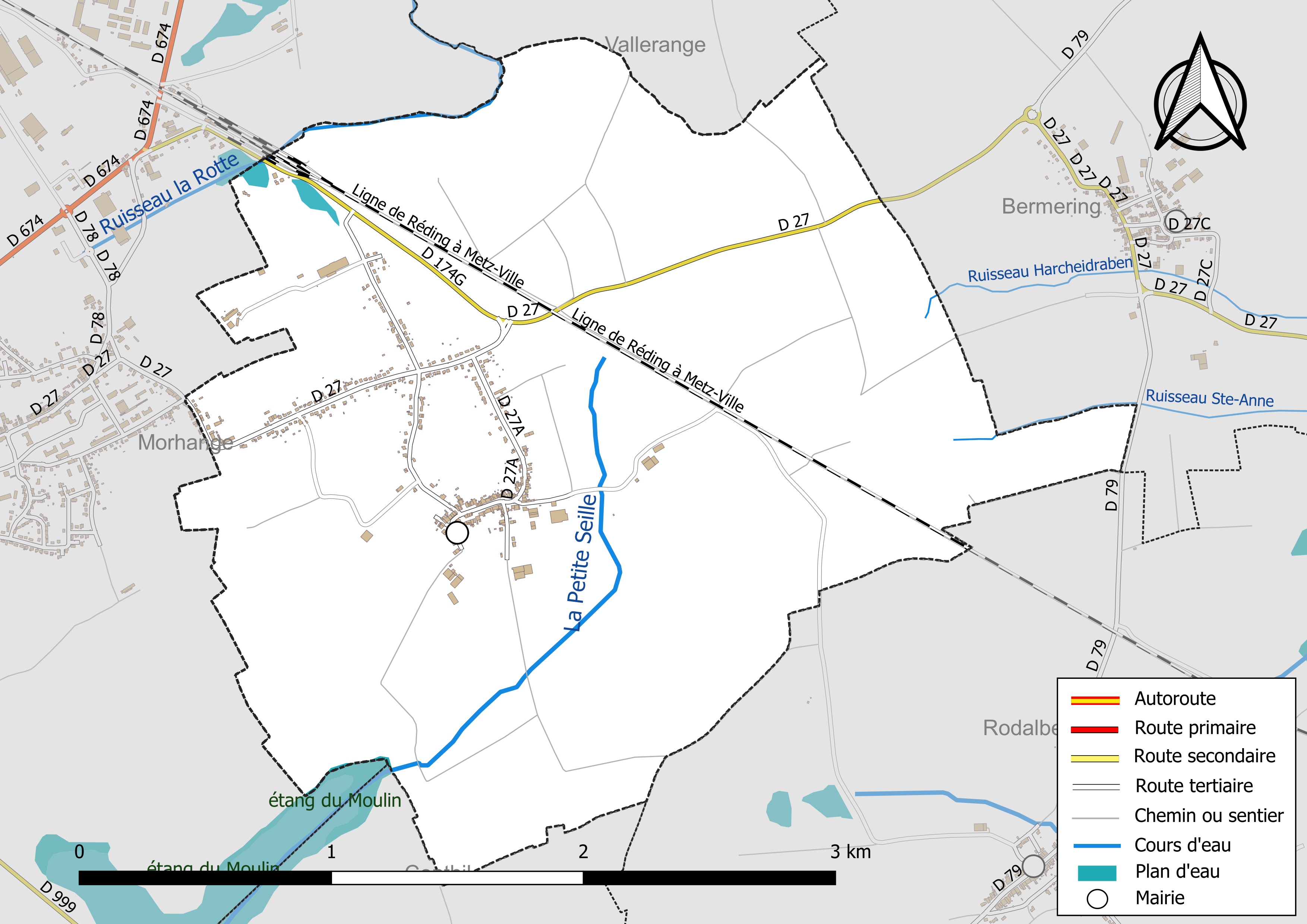
Réseaux hydrographique et routier de Racrange.

La qualité des eaux des principaux cours d’eau de la commune, notamment de la Petite Seille et du ruisseau la Rotte, peut être consultée sur un site spécial géré par les agences de l’eau et l’Agence française pour la biodiversité.

### Climat
Pour des articles plus généraux, voir Climat du Grand Est et Climat de la Moselle.
En 2010, le climat de la commune est de type climat des marges montargnardes, selon une étude du Centre national de la recherche scientifique s'appuyant sur une série de données couvrant la période 1971-2000. En 2020, Météo-France publie une typologie des climats de la France métropolitaine dans laquelle la commune est exposée à un climat semi-continental et est dans la région climatique  Lorraine, plateau de Langres, Morvan, caractérisée par un hiver rude (1,5 °C), des vents modérés et des brouillards fréquents en automne et hiver. 
Pour la période 1971-2000, la température annuelle moyenne est de 9,8 °C, avec une amplitude thermique annuelle de 16,8 °C. Le cumul annuel moyen de précipitations est de 824 mm, avec 11,7 jours de précipitations en janvier et 9,4 jours en juillet. Pour la période 1991-2020, la température moyenne annuelle observée sur la station météorologique de Météo-France la plus proche, « Rodalbe », sur la commune de Rodalbe à 3 km à vol d'oiseau, est de 10,6 °C et le cumul annuel moyen de précipitations est de 737,2 mm. 
La température maximale relevée sur cette station est de 38,7 °C, atteinte le 24 juillet 2019 ; la température minimale est de −18,1 °C, atteinte le 26 décembre 2010,,. 
Les paramètres climatiques de la commune ont été estimés pour le milieu du siècle (2041-2070) selon différents scénarios d'émission de gaz à effet de serre à partir des nouvelles projections climatiques de référence DRIAS-2020. Ils sont consultables sur un site spécial publié par Météo-France en novembre 2022.

## Urbanisme

### Typologie
Au 1er janvier 2024, Racrange est catégorisée bourg rural, selon la nouvelle grille communale de densité à sept niveaux définie par l'Insee en 2022.
Elle appartient à l'unité urbaine de Morhange, une agglomération intra-départementale regroupant deux  communes, dont elle est une commune de la banlieue,,. Par ailleurs la commune fait partie de l'aire d'attraction de Morhange, dont elle est une commune du pôle principal,. Cette aire, qui regroupe 22 communes, est catégorisée dans les aires de moins de 50 000 habitants,.

### Occupation des sols
L'occupation des sols de la commune, telle qu'elle ressort de la base de données européenne d’occupation biophysique des sols Corine Land Cover (CLC), est marquée par l'importance des territoires agricoles (82 % en 2018), une proportion sensiblement équivalente à celle de 1990 (82,5 %). La répartition détaillée en 2018 est la suivante : 
terres arables (50,3 %), prairies (26,3 %), zones urbanisées (10,2 %), forêts (7,7 %), zones agricoles hétérogènes (5,5 %). L'évolution de l’occupation des sols de la commune et de ses infrastructures peut être observée sur les différentes représentations cartographiques du territoire : la carte de Cassini (XVIIIe siècle), la carte d'état-major (1820-1866) et les cartes ou photos aériennes de l'IGN pour la période actuelle (1950 à aujourd'hui).

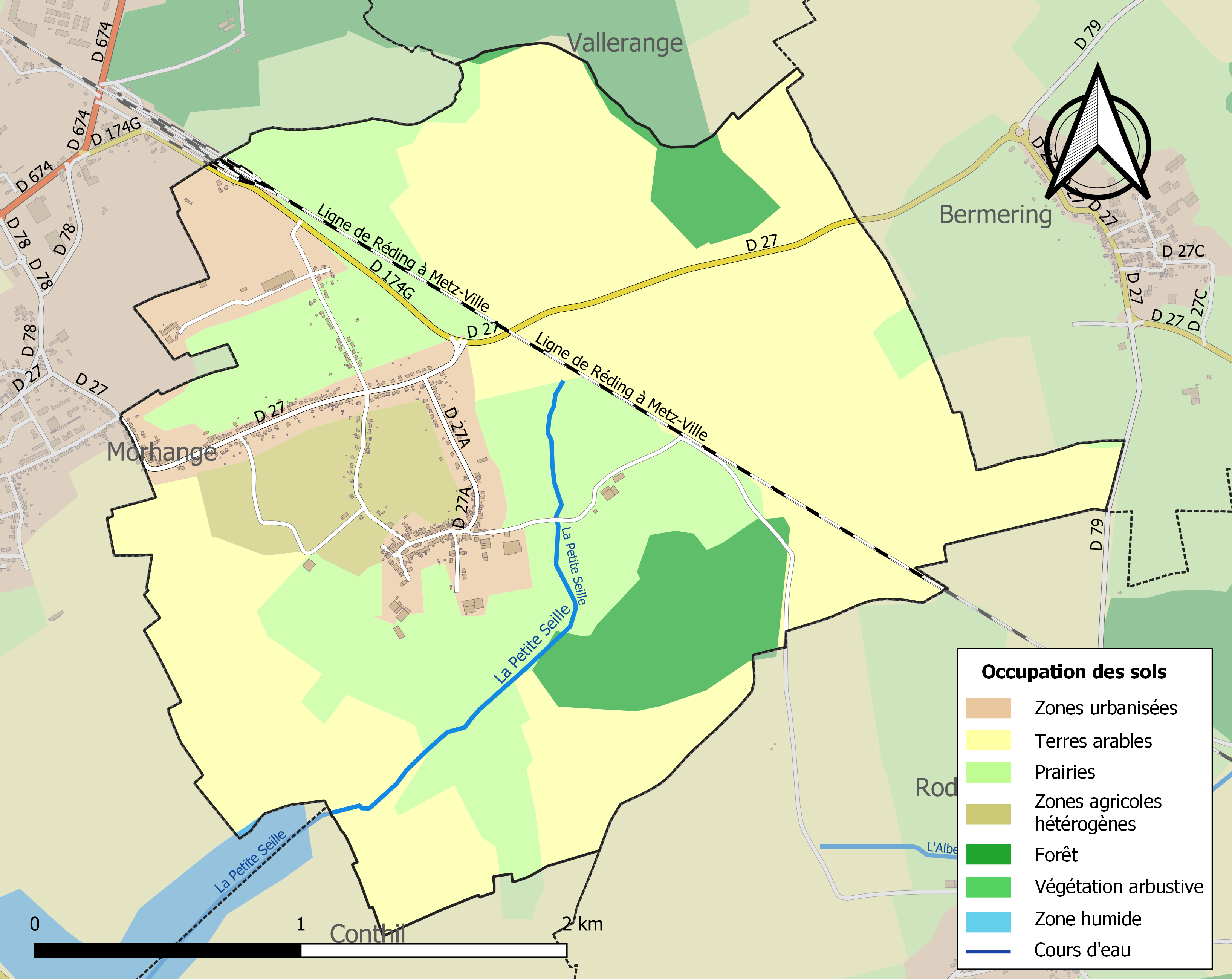
Carte des infrastructures et de l'occupation des sols de la commune en 2018 (CLC).

## Toponymie
- Racheringa (826), Rakeringa (1121), Raikeringe (1181), Raqueringuen (1361), Racheringa et Recrange (1544), Reckrange (1594), Reherhange et Recherhange (XVIIe siècle), Rachering (1756), Racrange (1793), Rakringen (1871-1918), Rakeringen (1940-1944).
- En allemand : Raekringen[16]. En francique lorrain : Rakringe.

## Histoire
- Première mention en 826 sous le nom de Racheringa, village de défrichement qui appartient à l'abbaye Saint Arnould de Metz.
- Dépendait de l'ancienne province de Lorraine, seigneurie de Morhange.
- Au XIVe siècle, Racrange entre dans les possessions du comte de Salm.
- De 1790 a 1802, le village a fait partie du canton de Morhange, puis de 1802 à 2015 il est rattaché au canton de Grostenquin.

## Politique et administration
| Période                                  | Période   | Identité         | Étiquette | Qualité |
| ---------------------------------------- | --------- | ---------------- | --------- | ------- |
| mars 1995                                | mars 2001 | Bernard Dreyer   |           |         |
| mars 2001                                | 2014      | Michel Gotte     |           |         |
| 2014                                     | mai 2020  | Jean-Paul Muller |           |         |
| mai 2020                                 | En cours  | Laurent Ménière  | LR        |         |
| Les données manquantes sont à compléter. |           |                  |           |         |

## Démographie
L'évolution du nombre d'habitants est connue à travers les recensements de la population effectués dans la commune depuis 1793. Pour les communes de moins de 10 000 habitants, une enquête de recensement portant sur toute la population est réalisée tous les cinq ans, les populations de référence des années intermédiaires étant quant à elles estimées par interpolation ou extrapolation. Pour la commune, le premier recensement exhaustif entrant dans le cadre du nouveau dispositif a été réalisé en 2004.

En 2022, la commune comptait 620 habitants, en évolution de +4,2 % par rapport à 2016 (Moselle : +0,52 %, France hors Mayotte : +2,11 %).
| 1793 | 1800 | 1806 | 1821 | 1836 | 1841 | 1861 | 1866 | 1871 |
| ---- | ---- | ---- | ---- | ---- | ---- | ---- | ---- | ---- |
| 373  | 342  | 353  | 389  | 413  | 440  | 414  | 424  | 388  |

| 1875 | 1880 | 1885 | 1890 | 1895 | 1900 | 1905 | 1910 | 1921 |
| ---- | ---- | ---- | ---- | ---- | ---- | ---- | ---- | ---- |
| 444  | 371  | 363  | 520  | 648  | 640  | 659  | 545  | 451  |

| 1926 | 1931 | 1936 | 1946 | 1954 | 1962 | 1968 | 1975 | 1982 |
| ---- | ---- | ---- | ---- | ---- | ---- | ---- | ---- | ---- |
| 384  | 441  | 412  | 422  | 518  | 501  | 528  | 600  | 543  |

| 1990 | 1999 | 2004 | 2006 | 2009 | 2014 | 2019 | 2022 | - |
| ---- | ---- | ---- | ---- | ---- | ---- | ---- | ---- | - |
| 570  | 599  | 655  | 689  | 639  | 608  | 624  | 620  | - |

## Culture locale et patrimoine

### Lieux et monuments
- Église Saint-Léger, construite en 1746, remaniée XIXe siècle.

### Héraldique
| Blason de Racrange | Blason  | Parti de gueules à trois glands d'argent, mi-parti d'azur à l'aigle d'or |
| Blason de Racrange | Détails | Le statut officiel du blason reste à déterminer.                         |

### Associations
- La Racrangeoise, tennis de table.